# Gerald Holohan

Wappen von Gerard Joseph Holohan

Gerald Joseph Holohan (* 5. September 1947 in Perth) ist ein australischer Geistlicher und emeritierter römisch-katholischer Bischof von Bunbury.

## Leben
Der Erzbischof von Perth, Launcelot John Goody, spendete ihm am 4. September 1971 die Priesterweihe.
Papst Johannes Paul II. ernannte ihn am 11. Juni 2001 zum Bischof von Bunbury. Die Bischofsweihe spendete ihm sein Amtsvorgänger Peter Quinn am 5. September desselben Jahres; Mitkonsekratoren waren Robert Healy, emeritierter Weihbischof in Perth, und Barry Hickey, Erzbischof von Perth.
Am 30. Juni 2023 nahm Papst Franziskus das von Gerald Holohan aus Altersgründen vorgebrachte Rücktrittsgesuch an.